# مها رفعت محمود

## مها رفعت محمود
مها رفعت محمود فؤاد، أول خبيرة عربية مصرية، تنضم إلى الدفعة الأولى من المفتشين المكلفين بتقصي البرنامج النووي العراقي.

## السيرة الذاتية.
ولدت «مها محمود» في شهر ديسمبر عام"1960" بحي «الخليفة» في محافظة «القاهرة»، تخرجت من جامعة القاهرة «كلية العلوم» قسم كيمياء عام 1982، بتقدير جيد جدا مع مرتبة الشرف، وحصلت على الماجستير من جامعة «عين شمس» عام 1987 في مجال الكيمياء التحليلية، كما حصلت على شهادة الدكتوراه من جامعة «فيينا» عام 1996.

عملت كأستاذة لمادة الكيمياء التحليلية في مختبر «انشاص» شمال القاهرة، التابع لهيئة الطاقة الذرية الحكومية، وإنضمت عام 1998 إلى «الوكالة الدولية للطاقة الذرية» بقسم الضمانات، ومقرها فيينا، حيث أوكل اليها تفتيش مواقع نووية في الولايات المتحدة وكندا.

وتعد أول خبيرة عربية مصرية تنضم إلى الدفعة الأولى من المفتشين المكلفين بتقصي البرنامج النووي العراقي.

تزوجت من الدكتور «عادل رمضان سلامة» المستشار العلمي السابق بـالسفارة المصرية، والاستاذ المساعد بهيئة الطاقة الذرية، وأنجبت بنتان.

## الوفاة.
توفيت يوم الخميس الموافق الرابع والعشرون من نوفمبر عام 2016، بعد صراع مع المرض.